# Dypsis catatiana
Espèce
Statut de conservation UICN

 LC  : Préoccupation mineure
Dypsis catatiana est une espèce de palmiers (Arecaceae), endémique de Madagascar. En 2012 elle est considérée par l'IUCN comme une espèce moins concernées (LC). Alors qu'en 1995 elle était considérée comme une espèce quasi-menacée.

## Répartition et habitat
Cette espèce endémique de Madagascar est présente entre 100 et 1 500 m d'altitude. Elle pousse dans les forêts tropicales humides de plaine et de montagne